# Czesław Bajer
Czesław Bajer (ur. 25 października 1900 w Łodzi, zm. 19 maja 1979 w Bieszczadach) – handlowiec i ekonomista, uczestnik kampanii wrześniowej 1939, w latach 1945–1967 działacz państwowy, m.in. wiceminister handlu zagranicznego i wiceprezes Narodowego Banku Polskiego, turysta górski i taternik, działacz Polskiego Towarzystwa Tatrzańskiego i Polskiego Towarzystwa Turystyczno-Krajoznawczego.

## Studia i praca zawodowa
Po ukończeniu gimnazjum realnego w Łodzi studiował na Wydziale Prawa i Nauk Politycznych Uniwersytetu Warszawskiego.
Rozbrajał Niemców w 1918 r. i brał udział w wojnie 1919–1920 r.
Pracował w Łodzi początkowo jako księgowy, a następnie był kierownikiem i dyrektorem handlowym w przedsiębiorstwach przemysłowych.
W 1937 r. mieszkał w Łodzi przy ul. Lokatorskiej 13a.
Po wybuchu II wojny światowej walczył w kampanii wrześniowej 1939 r.
Po wyzwoleniu i po powrocie z niewoli niemieckiej pracował początkowo na kierowniczych stanowiskach w przemyśle włókienniczym, a następnie na stanowiskach ministerialnych. W latach 1945–1967 był działaczem państwowym, m.in. w latach 1949–1958 wiceministrem handlu zagranicznego, a w latach 1958–1960 i 1965–1967 wiceprezesem Narodowego Banku Polskiego (NBP).

## Pozazawodowa działalność krajoznawcza
Taternictwo uprawiał od 1922 r., był zaawansowanym taternikiem, od 1930 r. członkiem Sekcji Turystycznej Polskiego Towarzystwa Tatrzańskiego (STPTT), wspinał się m.in. z Januszem Chmielowskim, Jerzym Maślanką, Wiesławem Stanisławskim, Stanisławem Krystynem Zarembą, Zbigniewem Korosadowiczem, Witoldem Henrykiem Paryskim. Uczestniczył w kilku pierwszych wejściach taterniczych (np. południowo-zachodnią granią Mnicha w 1930 r., zachodnią ścianą Żabiej Czuby w 1934 r.) i wyprawach ratunkowych.
Był członkiem i działaczem Oddziału Łódzkiego PTT od jego powstania, szczególnie aktywnym w latach 1933–1939. 7 grudnia 1933 r. założył przy Oddziale Łódzkim PTT Koło Taterników Łodzian, został wybrany jego prezesem i sprawował tę funkcję do 1939 r. W 1933 r. Koło liczyło ponad 30 członków, wśród których byli: wiceprezes Kazimierz Jarociński, Włodzimierz Boldireff-Strzemiński, Adam Ferens, Mieczysław Gajewicz, Stanisław Sandmeer, Stanisław Szelągowski oraz Wacław i Kazimierz Wagnerowie.
W latach 1935 i 1937 był jednym z trzech delegatów Oddziału PTT na Walny Zjazd PTT (wraz z Kazimierzem Jarocińskim i Hermanem Wendtem).
W 1935 r. Polskie Towarzystwo Tatrzańskie utworzyło Górską Odznakę Turystyczną (GOT), do dziś znaną i popularną, zdobywaną przez turystów górskich, weryfikowaną przez przodowników GOT. W 1936 r. w Łodzi był jednym z 5 pierwszych przodowników GOT.
W listopadzie 1945 r. w lokalu Centralnego Zarządu Przemysłu Włókienniczego w Łodzi w biurze Czesława Bajera odbyło się organizacyjne zebranie dawnych członków PTT, na którym został reaktywowany Oddział Łódzki PTT. Oddział działał do 1951 r., do momentu połączenia PTT i PTK w PTTK. Został członkiem zarządu tego oddziału. W PTTK działał także.
W latach 1958–1960 i 1964–1969 był prezesem Łódzkiego Klubu Wysokogórskiego i w dużej mierze dzięki niemu wyruszyły po II wojnie światowej pierwsze polskie wyprawy w góry pozaeuropejskie. W 1960 r. dzięki jego pomocy odbyła się I polska wyprawa w Hindukusz. W 1963 r. przeszedł przez główną grań Kaukazu, w 1967 r. chodził po Alpach (zdobył Mont Blanc), a po Tatrach wędrował do 1978 r.
W 1969 r. został członkiem honorowym Klubu Wysokogórskiego.
Wspinał się po górach jeszcze w zaawansowanym wieku. 19 maja 1979 r., schodząc ze Smereka (1222 m) w Bieszczadach, zasłabł i tego samego dnia zmarł. Pochowany na cmentarzu Wojskowym na Powązkach w Warszawie (kwatera B37-2-9).

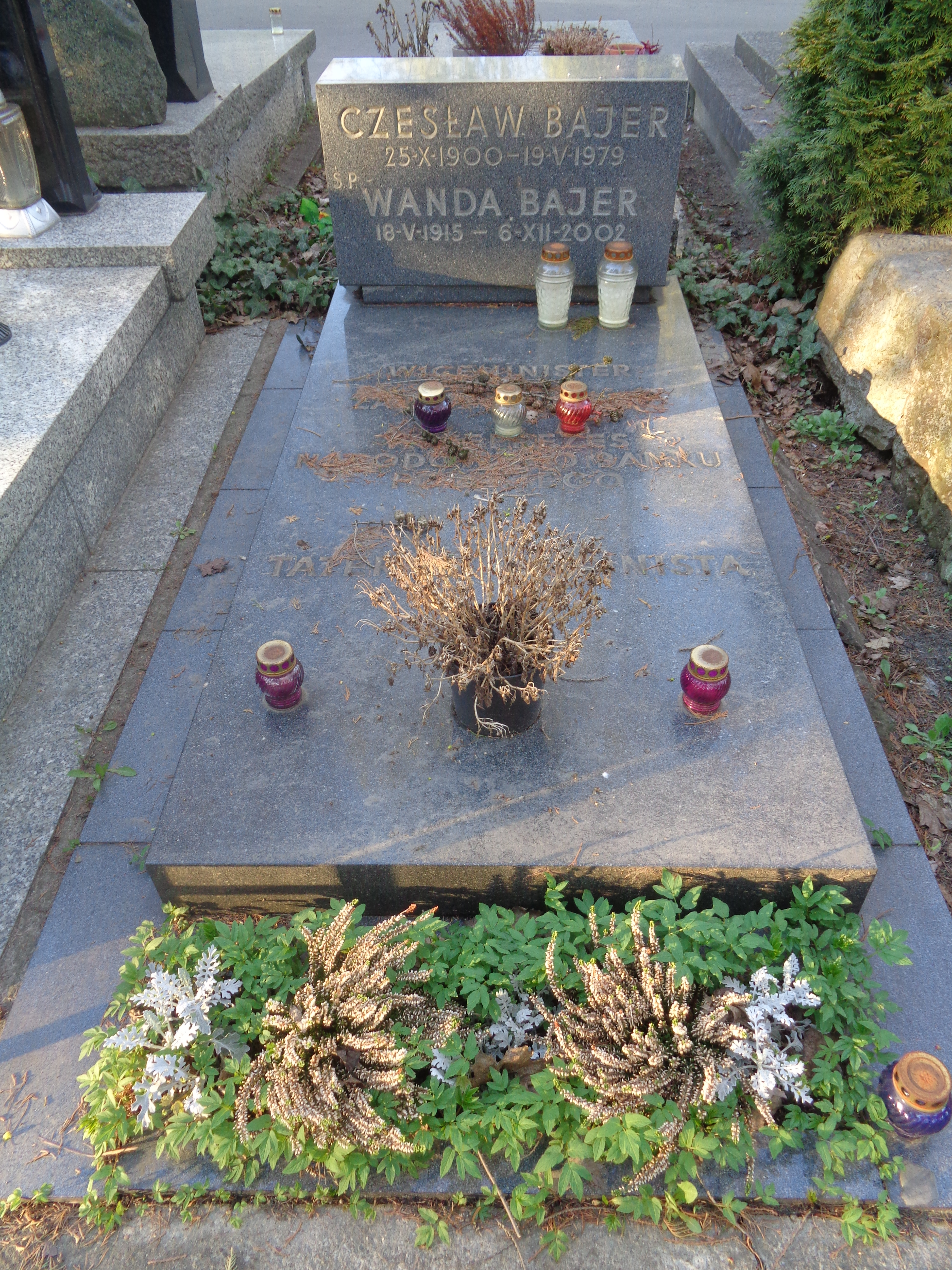
Grób Czesława Bajera na cmentarzu Wojskowym na Powązkach

W literaturze spotykamy czasem notację Czesław Józef Bajer.

## Ordery i odznaczenia
- Złoty Krzyż Zasługi (10 lipca 1946)[3]